# Kopoltyús gőtefélék
A kopoltyús gőtefélék vagy vakgőtefélék (Proteidae) a kétéltűek (Amphibia) osztályába és a farkos kétéltűek (Caudata) rendjébe tartozó család.
A családban 7-8 élő faj és 5 fosszilis faj van. A legkorábbi kövületeket a miocén kori rétegekben találták meg, azonban a molekuláris vizsgálatok szerint, ennek a farkos kétéltűcsaládnak a kezdete jóval korábbra tehető.

## Rendszerezés
A családba az alábbi 2 élő nem és 3 fosszilis nem tartozik:
- Necturus (Rafinesque, 1819) – 6-7 faj; kizárólag Észak-Amerikában honosak, dél-középső Kanadától Közép-Nyugatig, keletre és délre pedig Észak-Karolinától egészen Mississippi államig találhatók meg[3]
- Proteus Laurenti, 1768 – 1 élő faj, amely a Balkán-félsziget északnyugati részén lelhető fel

- †Mioproteus Darevsky, 1978 - 2 faj; középső miocén - középső pleisztocén, Európa
- †Orthophyia Meyer, 1845 - 1 faj; miocén, Európa
- †Paranecturus - 1 faj; miocén

### Fordítás
- Ez a szócikk részben vagy egészben  a   Proteidae című angol Wikipédia-szócikk ezen változatának fordításán alapul.  Az eredeti cikk szerkesztőit annak laptörténete sorolja fel. Ez a jelzés csupán a megfogalmazás eredetét és a szerzői jogokat jelzi, nem szolgál a cikkben szereplő információk forrásmegjelöléseként.